# Bibracte (geslacht)
Bibracte is een geslacht van rechtvleugelig insect uit de familie veldsprinkhanen (Acrididae). De wetenschappelijke naam van het geslacht is voor het eerst geldig gepubliceerd in 1878 door Stål.

## Soorten
Het geslacht Bibracte omvat de volgende soorten:
- Bibracte acuminata Brunner von Wattenwyl, 1898
- Bibracte bimaculata Bey-Bienko, 1935
- Bibracte burmana Ramme, 1941
- Bibracte cristulata Stål, 1878
- Bibracte deminuta Brunner von Wattenwyl, 1898
- Bibracte hagenbachi Haan, 1842
- Bibracte intermedia Willemse, 1931
- Bibracte maculata Brunner von Wattenwyl, 1898
- Bibracte malagassa Bruner, 1910
- Bibracte marginata Willemse, 1931
- Bibracte nigra Willemse, 1930
- Bibracte rotundata Willemse, 1928
- Bibracte rugulosa Bolívar, 1902
- Bibracte sumatrana Willemse, 1930
- Bibracte sumbawana Ramme, 1941
- Bibracte unicolor Brunner von Wattenwyl, 1898